# 名倉淑子
名倉 淑子（なくら よしこ、1945年〈昭和20年〉9月7日 - 2018年〈平成30年〉11月6日）は、日本のヴァイオリニスト。東京クヮルテット創立メンバー。
水戸室内管弦楽団、及びサイトウ・キネン・オーケストラ団員、フェリス女学院大学音楽学部名誉教授、 桐朋学園大学講師。本名は岡田淑子（おかだ よしこ）。夫はビオラ奏者の岡田伸夫。

## 経歴
新潟県出身。桐朋女子高等学校音楽科、桐朋学園大学音楽学部にて、斉藤秀雄らに師事。共に首席で卒業した。
ジュリアード音楽院に留学し、在学中の1969年に、桐朋学園時代の仲間達と、東京クヮルテットを結成。ジュリアード弦楽四重奏団に教えを受け、1970年、ミュンヘン国際コンクール弦楽四重奏部門、アメリカのコールマン・コンクールで優勝。これにより世界から注目を浴び、東京クヮルテットのメンバーとして世界各地を演奏旅行を敢行し、数々の国際フェスティバルに出演、ドイツグラモフォンでのレコーディング等で活躍した。
1974年、東京クヮルテットを脱退し、ベルギーに移るも、1年でアメリカに戻り、ソリストとして本格的な活動を開始した。
1977年よりドイツのハンブルクに居を移し、ハンブルク・コンセルバトワールで後進の指導に当たった。1981年よりバンベルク交響楽団のゲストコンサートマスターに就任。同時にバンベルグ弦楽五重奏団のメンバーとしても活躍した。
1988年（平成10年）帰国。神奈川県茅ヶ崎市に住み、母校の桐朋学園大学で非常勤講師を務めた。2000年（平成12年）よりフェリス女学院大学で、特任教授として指導にあたった。一方で演奏者としても、ヨーロッパで活躍する音楽家達で結成されたニッポン・オクテットのメンバーとして、また、 水戸室内管弦楽団、及びサイトウ・キネン・オーケストラのメンバーとして活躍した。2014年（平成26年）からは、藤沢市みらい創造財団の主催による音楽会「藤沢にゆかりのある音楽家たち」に出演した。
2018年（平成30年）11月6日、胃癌により満73歳で死去した。同月11月12日には、桐朋の門下生を率いて「弦楽アンサンブル ルーチェ」の演奏会を予定しており、病床でも指を動かして出演を望んでいたという。

## 評価
2013年（平成25年）の浜離宮朝日ホールでのリサイタルで、ライブ録音でCDが作られた際には、解説者より「いつもさらりと自然体」と評された。また演奏の一方で、フェリス女学院大学での教育は、「外国語インテンシブ・コース」にてドイツ語やイタリア語を学ぶことができることから、学生たちより「外国語をきちんと学べて素晴らしい」と好評であった。